# Anáfora (linguística)
Em linguística, anáfora é uma expressão que se refere a uma outra que ocorre na mesma frase ou texto.
Em algumas teorias, a definição estrita de anáfora inclui somente referências a expressões anteriores. Nestas teorias, chama-se catáfora às referências a expressões posteriores, e, mais genericamente, endófora a ambos os tipos de referências.

## Exemplos
Anáfora:
- Chomsky é um linguista norte-americano. Ele é conhecido por ter criado a gramática gerativa. "Ele" refere-se a "Chomsky"
- Chegaram então à estação. Lá, puderam finalmente comprar os tão esperados bilhetes. "Lá" refere-se a "estação".

Catáfora:
- "Blimunda procurou-o nove anos. Mas Baltasar não aparecia." O pronome pessoal "o" refere-se a Baltasar que está colocado posteriormente.
- "Este é o meu carro." O determinante demonstrativo "Este" refere-se ao nome "carro".

## Resolução de anáforas
Resolução de anáforas (em inglês, anaphor resolution) é o processo pelo qual se procura identificar, em um texto, a qual entidade do mundo real a anáfora se refere. É um dos problemas clássicos da linguística computacional.